# 福岡県立香椎高等学校

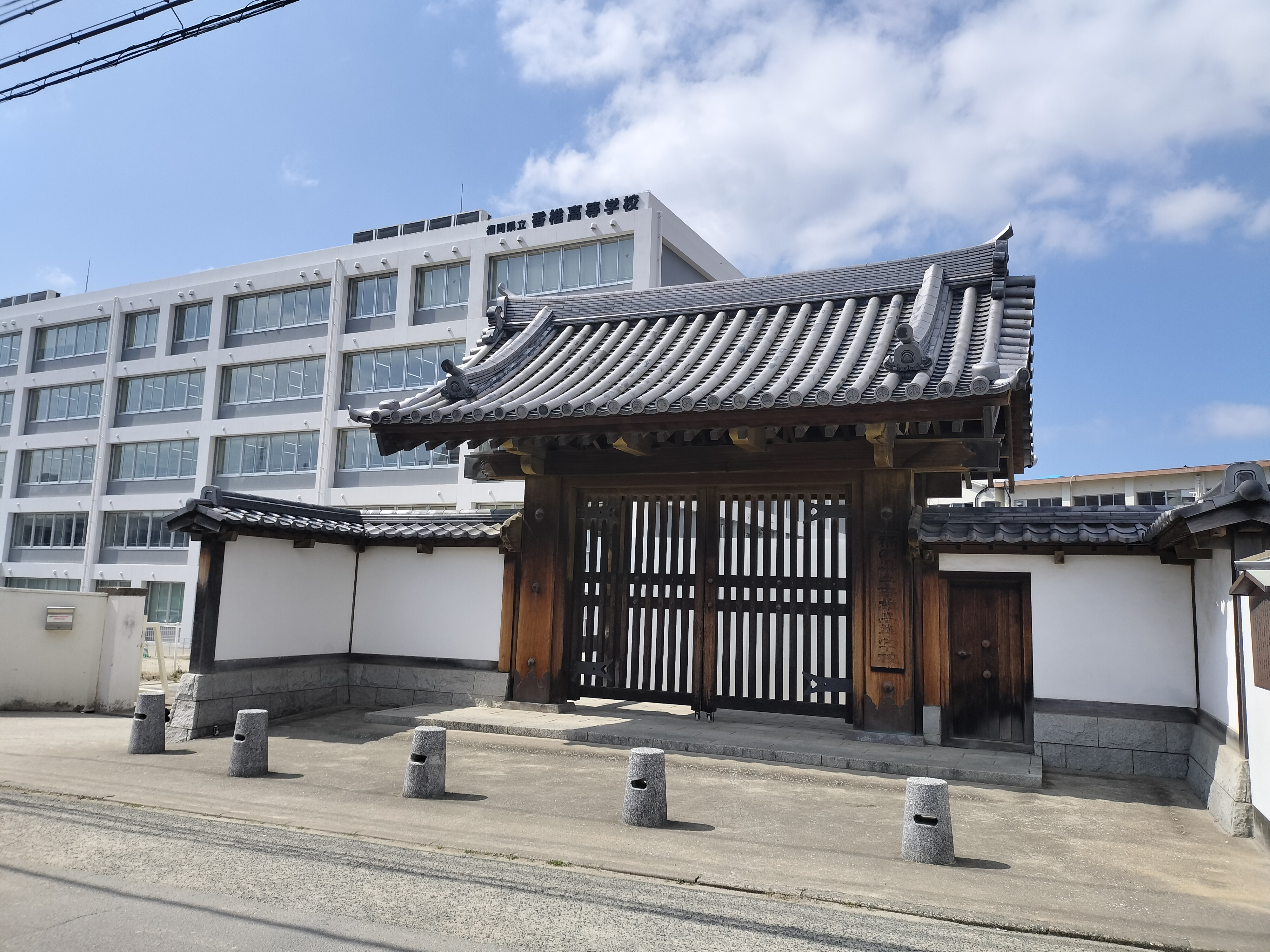
黒門（旧西門）

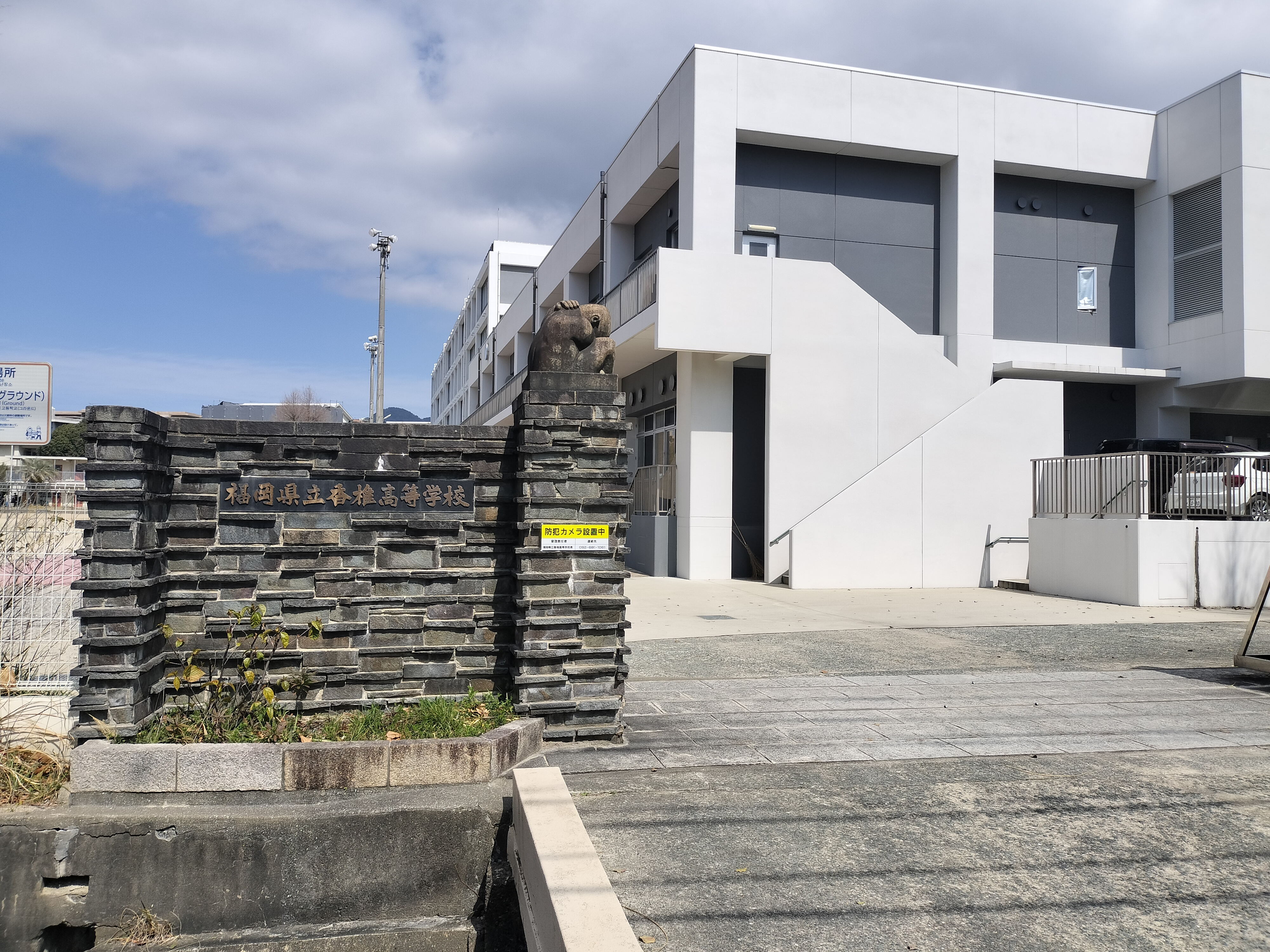
西門（旧正門）

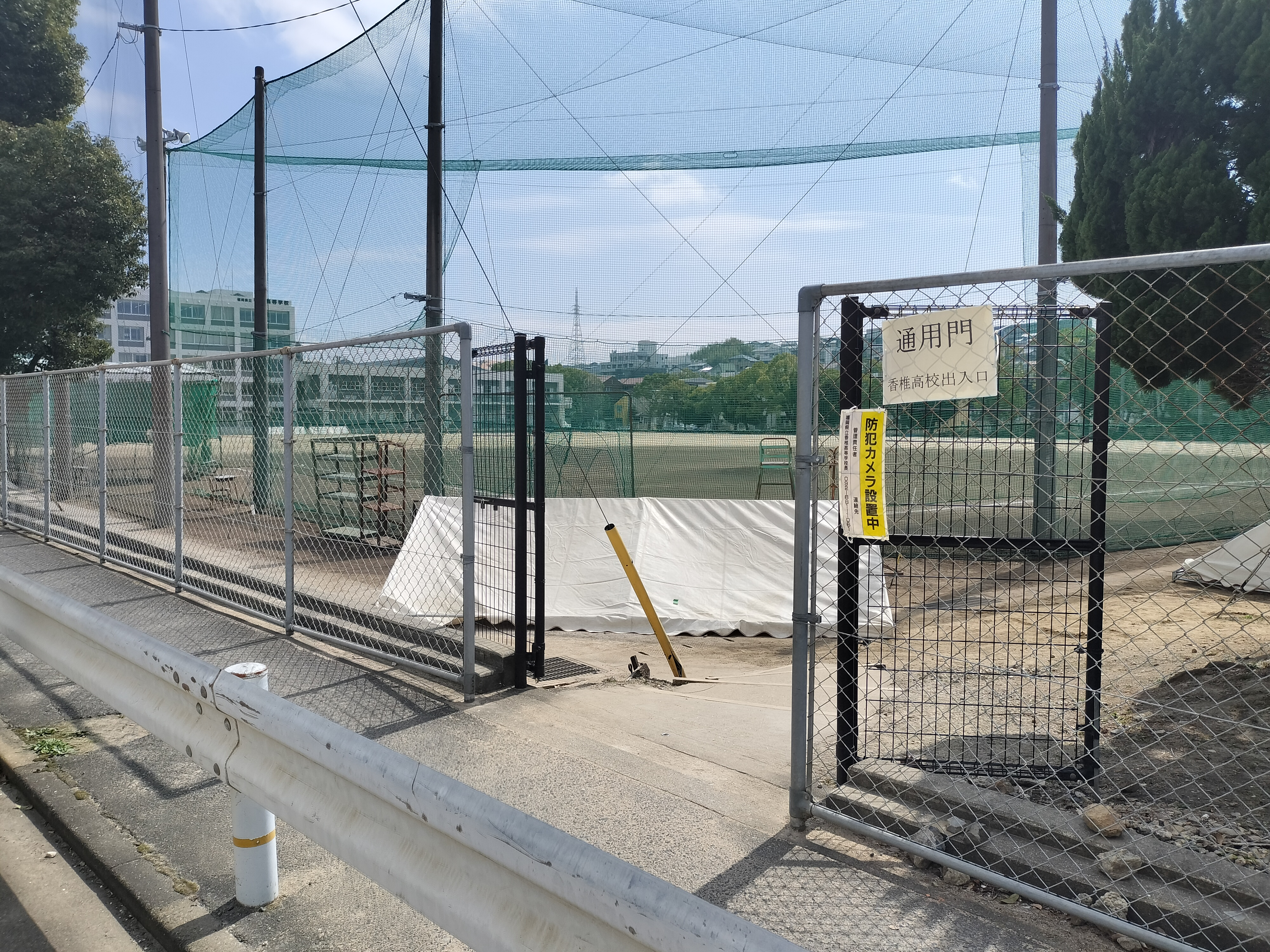
生徒用通気門

福岡県立香椎高等学校（ふくおかけんりつかしいこうとうがっこう、英: Fukuoka Prefectural Kashii High School）は、福岡県福岡市東区香椎二丁目に位置する男女共学の公立高等学校。

## 概要
歴史
1921年（大正10年）に開校した「糟屋郡立粕屋実業女学校」と、1941年（昭和16年）に開校した「財団法人香椎中学校」を前身とする。
福岡女子大学の敷地が旧香椎中学の敷地となる。
2021年（令和3年）に創立100周年を迎えた。
設置課程・学科
全日制課程 2学科
- 普通科
- ファッションデザイン科（旧：服飾デザイン科 2017年度に改称）

校訓
「愛・知・忍」
校歌
1955年（昭和30年）に制定。作詞は火野葦平、作曲は古関裕而による。
通学区域
福岡県第四学区（旧・第五学区）- 福岡市東区、博多区（博多・千代・吉塚中学校の校区）、宗像市、福津市、糟屋郡、古賀市。

## 沿革
高等女学校（女学校）
- 1921年（大正10年） - 女子教育の振興を目的に糟屋郡香椎村に「糟屋郡立粕屋実業女学校」が開校（創立年）。
- 1922年（大正11年）
  - 4月 - 郡制廃止により福岡県に移管の上高等女学校となり、「福岡県立粕屋高等女学校」に改称し、現在地に新校舎が完成し移転。
  - 7月 - 香椎宮にちなみ「福岡県立香椎高等女学校」に改称。

- 1923年（大正12年） - 体育館落成 200坪ほど。
- 1923年（大正12年） - 香椎宮参拝ついでに昭和天皇、御来校
- 1925年（大正14年） - 家事割烹室・園芸実習室落成 計225坪ほど。
- 1927年（昭和2年） - 講堂落成 84坪ほど。
- 1928年（昭和3年） - 報徳会設立。月一、全校があつまって教育勅語の斉唱。いわば、学年集会のようなもの。
- 1929年（昭和4年）8月10日 - 奉安殿、記念館落成。計20坪ほど。やがて記念館は音楽室となる。
- 1933年（昭和8年） - 弓道場落成。
- 1935年（昭和10年） - 講堂移転及び昇降口落成と運動場拡張。
- 1940年（昭和15年） - 4月30日、日本国創立2600年記念により祝賀行事として、篠栗町に植林を行う。
- 1943年（昭和18年） - 第二次世界大戦の影響により修学旅行の中止。
- 1944年（昭和19年） - 生徒の勤労動員により、工場出勤となる
- 1948年（昭和23年）4月1日 - 学制改革により、「福岡県立香椎女子高等学校」（新制高等学校）が発足。

旧制中学校（男子校）
- 1941年（昭和16年） - 実業家の太田清蔵により「財団法人香椎中学校」（旧制中学校）が開校（現・福岡女子大学校地）。
- 1943年（昭和18年） - 旧・相馬子爵邸の黒門を移築し正門とする。
- 1945年（昭和20年） - 黒門、台風により倒壊。そこから何度も倒壊に合い再建することを断念。
- 1946年（昭和21年） - 創設者であり理事長の太田清蔵が逝去。戦後のインフレにより、学校運営が難しくなり、現福岡女子大学に校舎を譲る
- 1948年（昭和23年）4月1日 - 学制改革により、「香椎高等学校」（新制高等学校、男子校）が発足。

香椎高等学校（男女共学）
- 1948年（昭和23年）7月1日 - 福岡県立粕屋女子高等学校と香椎高等学校（男子校）を統合し、男女共学の「福岡県立香椎高等学校」（現校名）が発足。全日制普通課程と定時制普通課程を設置。
- 1949年（昭和24年）4月1日 - 被服科を新設。
- 1954年（昭和29年）4月1日 - 定時制宇美分校を設置（現在の福岡県立宇美商業高等学校となる）。
- 1955年（昭和30年）3月3日 - 校歌を制定。
- 1957年（昭和32年）6月7日 - 茶室兼香綾庵落成。
- 1960年（昭和36年） - 板付基地に向かう米軍機が現在の黒門付近に墜落。辺り一面黒焦げとなる。
- 1962年（昭和37年）1月29日 - 香椎高校、旧被服室（木造）から火事発生。当時、風が強く火の回りも意外に早かったため、ほとんどの教室が全焼。そのため木造校舎から鉄筋校舎へと着工を急ぐ（警察の捜査も立ち入ったが不審火だった）。
- 1963年（昭和38年）3月31日 - 定時制宇美分校を廃止。
- 1966年（昭和41年）3月31日 - 本校定時制課程を廃止。
- 1967年（昭和42年）7月14日 - 香綾会館落成。
- 1981年（昭和56年）4月1日 - 「愛・知・忍」の校訓制定。
- 1988年（昭和63年）8月10日 - 香綾庵取り壊し。
- 1991年（平成3年）4月1日 - 被服科を廃止し、服飾デザイン科を新設。
- 1994年（平成6年） - 普通科推薦入試導入。
- 1994年（平成6年）10月25日 - 香椎駅の南側に跨線橋ができたことを記念し、北門を設置生徒用通気門となる。現在、小学生との衝突事故を機に安全面を兼ねて、閉門。
- 1995年（平成7年） - 香陵会館にて勉強合宿。
- 1996年（平成8年） - 黒門を再建、日本庭園・西洋庭園を造園。
- 2016年（平成28年） - 特進クラス設立。
- 2017年（平成29年） - 服飾デザイン科からファッションデザイン科に改称。
- 2019年頃 - 香椎高校朝課外の廃止（なお、放課後課外は特進コースにはある模様）。
- 2020年（令和2年） - ハンドボールコート及びテニスコートの整地とプールの取り壊し。
- 2023年（令和5年） - 香椎高校旧体育館と旧プール場が壊され、新体育館が設置。プール場は壊されたままとなり、金輪際設置しない模様。
- 2027年（令和9年）12月までに旧校舎を全て取り壊す模様。なお現在立ち入り禁止。また、教職員棟跡地に現在、椎の木が植えられており、この木は1923年の昭和天皇御来校の際、香椎神宮に植えられた椎の木の苗木である。

## 学校行事
歓迎遠足
新1、2、3年を対象とした、毎年4月初頭の行事。雁の巣まで歩き、雁の巣に着くと、部活動紹介 → 昼食 → 自由散策 → 高校に戻る → 解散となる。（場所の変更の可能性あり）
自立と協働を学ぶ活動
1年生を対象にした応援歌・校歌斉唱練習、集団行動練習。元々は林間学校（キャンプ）で3日間、行われていたが、新型コロナウイルスの関係で臨時的にグラウンドで行われるようになる。また、2025年から2日間英彦山で集団行動が行われる。泊りがけで行われる。
生徒総会
全学年対象の総会。各学年で審議された議題をもとに生徒会の専門委員長や三役（会長・副会長・書紀）が答弁を行っていく。
基本的に否決や検討に持ちこしにされる。
米ノ山登山
1年生が対象。現地集合 → 登山 → 山頂にて昼食 → 下山 → 現地解散。
※新型コロナウイルスの関係で林間学校での活動が行けなくなった際の救済措置なのでまた登山を行うかは不明。
部活動生集会
各部活にむけて校長や教頭からの訓示。
常磐祭
文化祭である。毎年5月の後半ごろに開催され、各部活ごとの演奏やパフォーマンス、1年生の合唱コンクール、ファッションショーなどが開催される。なお、この行事は各パフォーマンスごとに得点がつけられ、最も高かったクラスから体育祭のテーマカラー（赤、青、黄色の3色）を選ぶことができる。
クラスマッチ
毎年6月頃に開催され、各学年でバレー・卓球・ドッジボール・ソフトボール・バスケットを競い合い、勝ち進むと、今度は学年の垣根を超えて各競技で1年、2年、3年から優勝したクラスで決勝戦となる。なお、2年生からはバドミントンとドッジボールは女子のみの競技となる。
体育祭
毎年8月の前半ごろに開催。各部活の行進運動や集団行動、パネルを用いたドット絵などを観ることができる。
もともとは、赤、白、青、黄色組の騎馬戦・組体操（男子）とダンスであった。
修学旅行
2年生を対象に毎年12月中旬に開催される。過去の一時期には国外に向けた修学旅行を実施していたことがあり、当時の行先はオーストラリア、北京であった（平成初期まで）。その後は国内に行先を戻し、2023年までは鹿児島県を目的地としていたが、2024年に東京都となった。東京観光は3泊4日である。
マラソン大会
基本的に毎年2月に開催され、駕与丁公園で2周ほど走る。
2009年（平成21年）に始動した新たな行事の一種である。
百人一首かるた大会
毎年3月に開催されクラス対抗で戦う。
これと同じ催しに香椎かるたがあり、生徒が考えた句をかるた形式で取るものもある。
定期考査
毎年7月初頭（期末考査）、10月初頭（中間考査）、11月初頭（期末考査）、2月初頭（学年末考査）に実施される。
K-1コンテスト（Kashii-1コンテスト）
定期考査2週間前に実施される、各クラスで主要3教科で競いあうコンテストである。各学年で最も点数が高かったクラスは終業式後の学年集会にて表彰される。なおやっているのは2年生のみ（第78期生）である。

## 教育方針
- 生徒の主体性の育成を重視した教育方針である。
- 他の高校と違って、香椎高校は風紀検査の回数がとても少ない。放任しているわけではなく、生徒の行動を先生方が信頼しているということである。
- また、香椎高校は１００年を超える伝統校であるため、香椎高校生としての責任感と誇りを持とうという考えを大切にしている。

## 部活動・生徒会活動
運動部
- 野球部（強化部）
- 剣道部（強化部）
- 柔道部
- 女子ソフトボール部
- バレーボール部（強化部 女子）
- ハンドボール部（強化部 男子）
- 陸上部
- テニス部
- バドミントン部
- バスケットボール部
- ラグビー部
- 女子弓道部
- 総合部

文化部
- 生徒会執行部
- 吹奏楽部
- 理科部
- 写真部
- 茶道部
- 演劇部
- 美術部
- 書道部
- 調理部
- 漫画研究部
- 百人一首かるた同好会（百人一首かるた囲碁・吟詠部と呼ぶ）
- フォーク同好会(2026年より軽音同好会変更予定)
- ボランティア同好会
- ESS部（English Speaking Society）
- 放送部

廃部となった部活
- サッカー部
- 物理部
- 新聞部（1987年には廃部部員が足りなかったため）
- KCC部（パソコン部）
- 山岳部
- 映画研究同好会
- 社会科学研究同好会

委員会活動
- 学級委員会…授業開始・終了の挨拶
- 会計委員会…移動教室時の教室の鍵閉め
- 風紀委員会…風紀検査時の先生の補助
- 保健委員会…体調不良者を保健室まで運ぶ
- 体育委員会…毎体育開始時の点呼の確認等
- 整美委員会…教室のゴミ出し
- HR（ホームルーム）委員会…各クラス毎時の時間割の変更担当
- 家庭クラブ委員会（2年、3年対象）
- 修学旅行実行委員会（2年対象）

生徒会活動
- 委員会活動の長（家庭クラブ委員会と修学旅行委員会を除く）7つの委員長により構成される。また、学級員会には生徒会長（1名）、副会長（2名）、書紀（1名）が執行役となる。学校行事が近くなると（主に体育祭、常盤祭）実行委員会が設立され、実行委員会の中でも委員長を結成する。

## 校則
- 制服：学ラン、セーラー服、ブレザーがある。なお、衣替えの時期は指定なし。
- 頭髪：脱色、剃り込み、パーマ、染色、及びこれに類するものは禁止である。
- 頭髪の長さ∶前髪が眉にかからないようにするか、かかっている場合はピンで留める。後髪が長い場合は両肩を結ぶ線程度とし、それ以上の長い髪についてはゴムひも（華美でない色）で結髪する。
- 靴下：白、黒、灰色（ロゴマーク等可）、くるぶしがしっかり隠れており、足首の高い所（5cm以上）に位置しているものとする。
- 防寒具：カーディガンの色は黒、紺、グレーの無地であり、式典行事時では防寒具を脱ぐようにする。また、校舎内に入るときは下駄箱で脱ぐようにする。
- マフラー等の着こなし方
  - ◯長さは、巻かずに首に掛けた状態で腰までとする。手編みのマフラーのような厚いものは禁止とする。
  - ◯巻き方は特に指定はしない。色は華美でないものとする。
- 通学靴は黒皮靴及び運動靴とする。
- 上履きは学年のカラー（赤、青、緑）に合わせる。
- 眉剃り、ピアス、化粧等などの学校組織内に支障をきたさせるものは禁止である。
- カバンに文字等の落書きは禁止である。
- カバンにつけるキーホルダーの個数は最大二個までで、お守りサイズのものとする。
- カバンは華美でないものを除いて自由とする。
- 携帯電話の持ち込みは可とするが、校舎での仕様は教員の許可がない限り使用を禁止する。そのため校内では電源を切ることとする（マナーモード不可、土・日・祝日及び長期休業中も同様）。
  - なお、携帯電話の校内での使用、または校内で鳴った際には、生徒指導室での指導及び、生徒側の親の許可により携帯電話の一週間の没収となる。
- 自転車通学者はヘルメット着用の義務がある。

## 各コースの紹介
特進コース
高校入試合格後2日目において実施される試験において好成績を残しつつ、特進コース・習熟コースの希望調査がとられるため希望者のみ面接を受ける。一週間後にはクラス割掲示板が掲示されるため、1組になると特進コースとなる。なお、特進コースに入った際3年間のクラス替えはなく強化部に入ることができないため、注意が必要である。また、学年が上がってもクラスはずっと1組であり、勉学によるクラス替えはなしで文理混合クラスである。
その他、勉強合宿や黒門塾、九産大の講義や放課後課外などがある。
習熟コース（アドバンスクラス）
特進コースの選抜に落ちた者や、習熟クラスの志望書の志願者のみ入ることができる上から二番目のコース。1年時は2組である。なお、学年が上がると理系は2組、文系は5組である（習熟コースは勉学によるクラス替えがある）。
普通コース
1年時は3 - 9組で構成されており、2年時には理系2 - 3または4組、文系は5 - 9組である。3年時にはそれぞれ5教科型（国公立大学向け）と3教科型（私立大学向け）に分けられる。
かつてのクラス分け編成
平成2年度は文系1（私立文系）、文系2（短大・専門学校・就職）、文系3（国公立大・看護型）、理系。

## 校舎の教室割り
- 実験室棟ができるまで、かつては教職員棟が文系棟であり、生徒棟が理系だった。
- 旧校舎も新校舎も同様、学校にロッカーがないため、個別でバックを持ってくる必要がある。

### 新校舎
1F
下駄箱、学生ホール、地歴講義室、生徒会室、校長室、会議室、図書室、保健室、視聴覚室
2F
職員室、進路閲覧室、生徒指導室、男女更衣室、3年学級（1 - 10組）、2階講義室
3F
3F講義室、2年学級（1 - 10組）、化学実験室、化学準備室
4F
4F講義室、1年学級（1 - 11組）、情報室、情報準備室
5F
被服室、被服準備室、空き教室、音楽室、音楽準備室、調理室、調理準備室、書道室、美術室

### 旧校舎
教職員棟
1F
地歴講義室、社会科準備室、校長室、会議室、保険室
2F
職員室、男女更衣室、印刷室、情報室1、生徒指導室、講義室、2-1組、進路閲覧室
3F
図書室、音楽室、音楽準備室、視聴覚室
生徒棟
1F
講義室、一年学級（2組 - 10組）
2F
書道室、二年学級（2組 - 10組）
3F
美術室、三年学級（2組 - 10組）
実験棟
1F
講義室（1 - 3）、生徒会室、調理実習室
2F
大講義室、化学準備室、化学実験室、情報室2
3F
3-1 - 2組、物理実験室、物理準備室
別棟
1F
被服準備室、茶道室、宿直室
2F
被服室
3F
被服室
香陵会館、旧学食室、学生ホール

## 学食
- 3月の上旬（2024年）に値上げが確認。

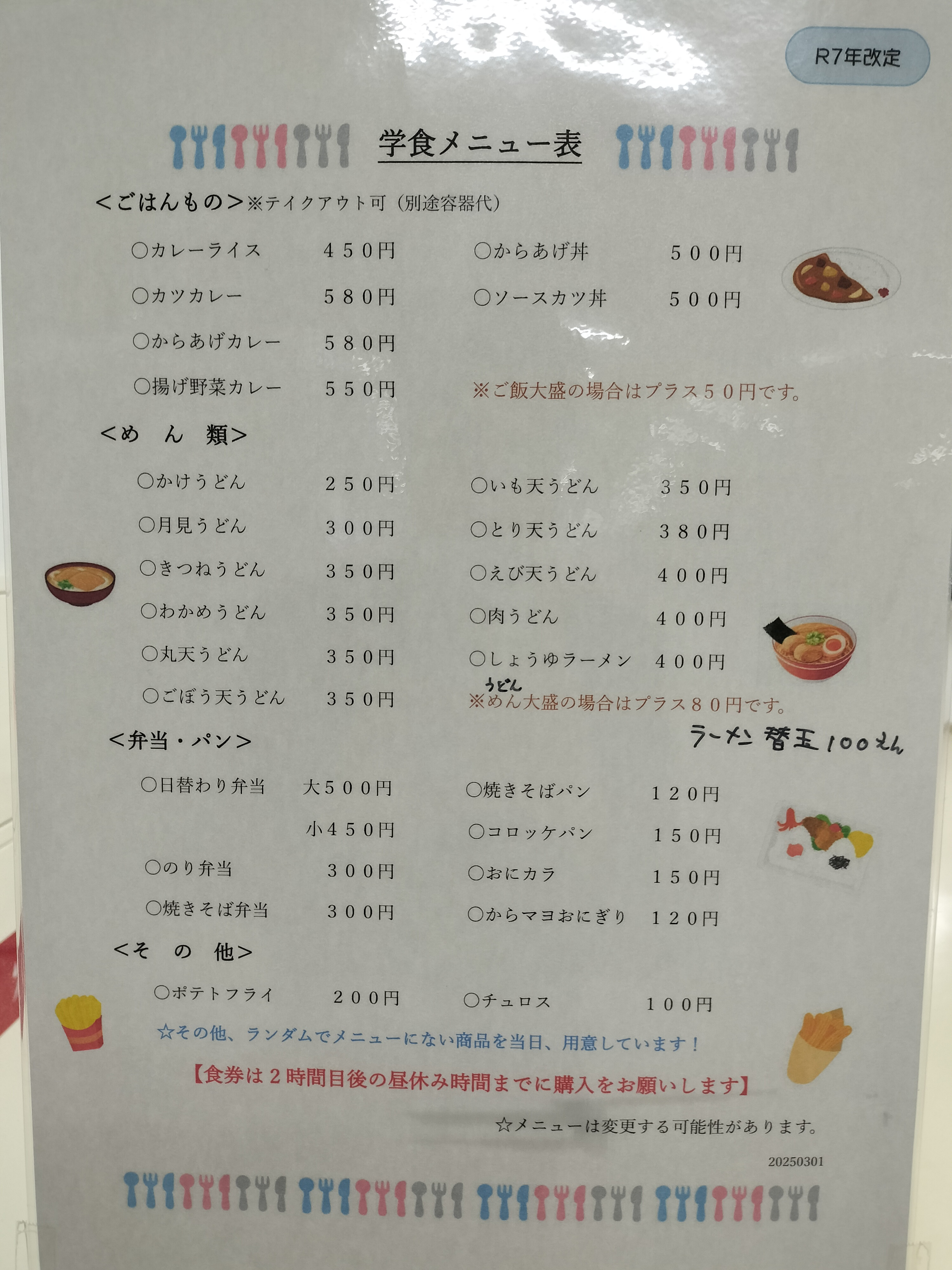
学食のメニュー

- 現在ほとんどの主要メニューは一律500円である。

人気なメニュー
1. からあげ丼
2. 日替わり弁当
3. フライドポテト

日替わり弁当の傾向
- チキン南蛮弁当
- とんかつ弁当
- 白身魚のフライ弁当
- てりやき弁当

サイドメニュー
- おにから
- フライドポテト
- からあげおにぎり
- 焼きそばパン
- コロッケパン
- からあげ
- たいやき
- チュロス

追加されたメニュー
- 牛丼
- 醤油ラーメン

定期的に出される試作メニュー
- ホイップチュロス
- チョコ大福

## 校舎写真

新校舎
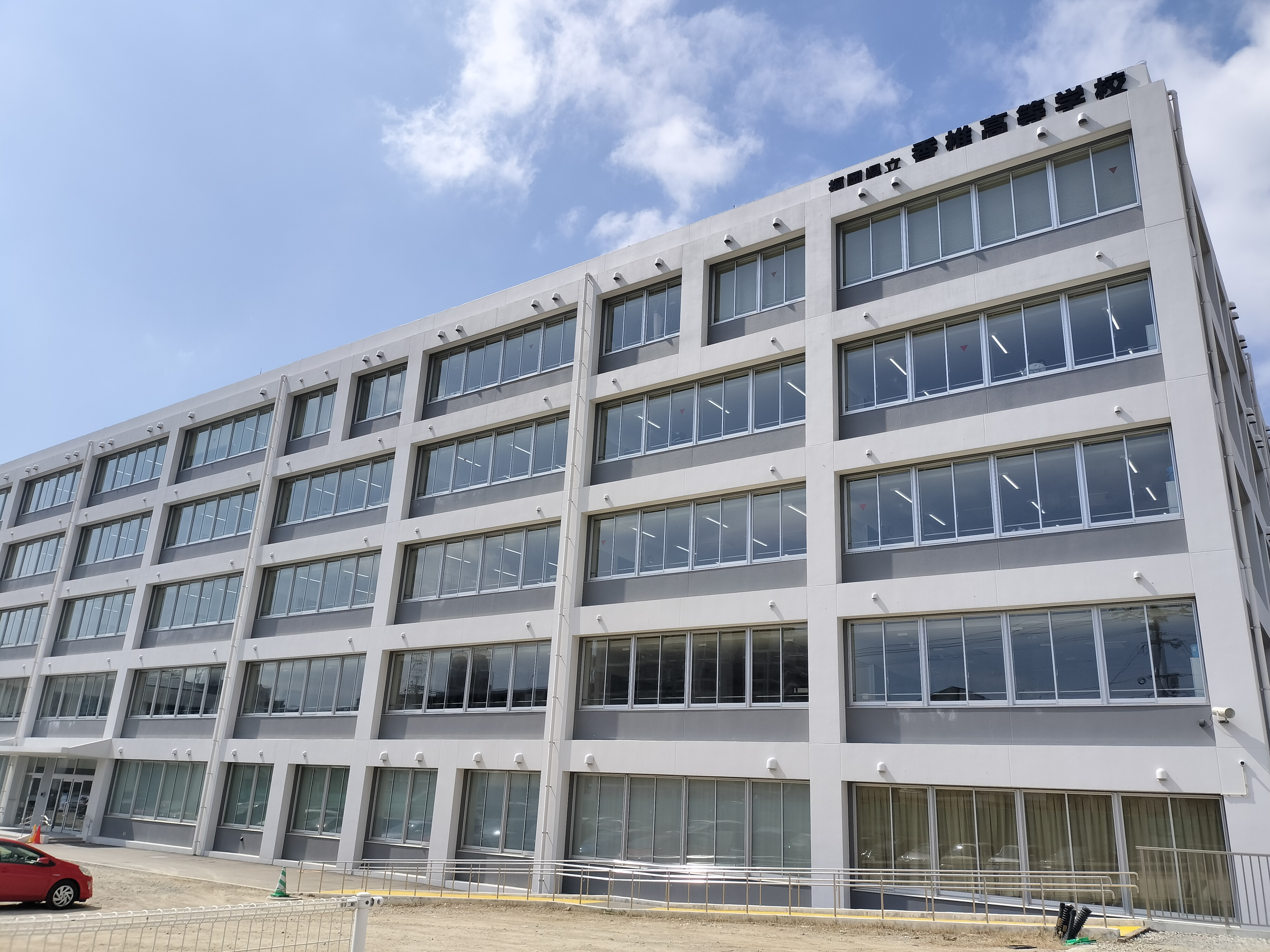
新校舎
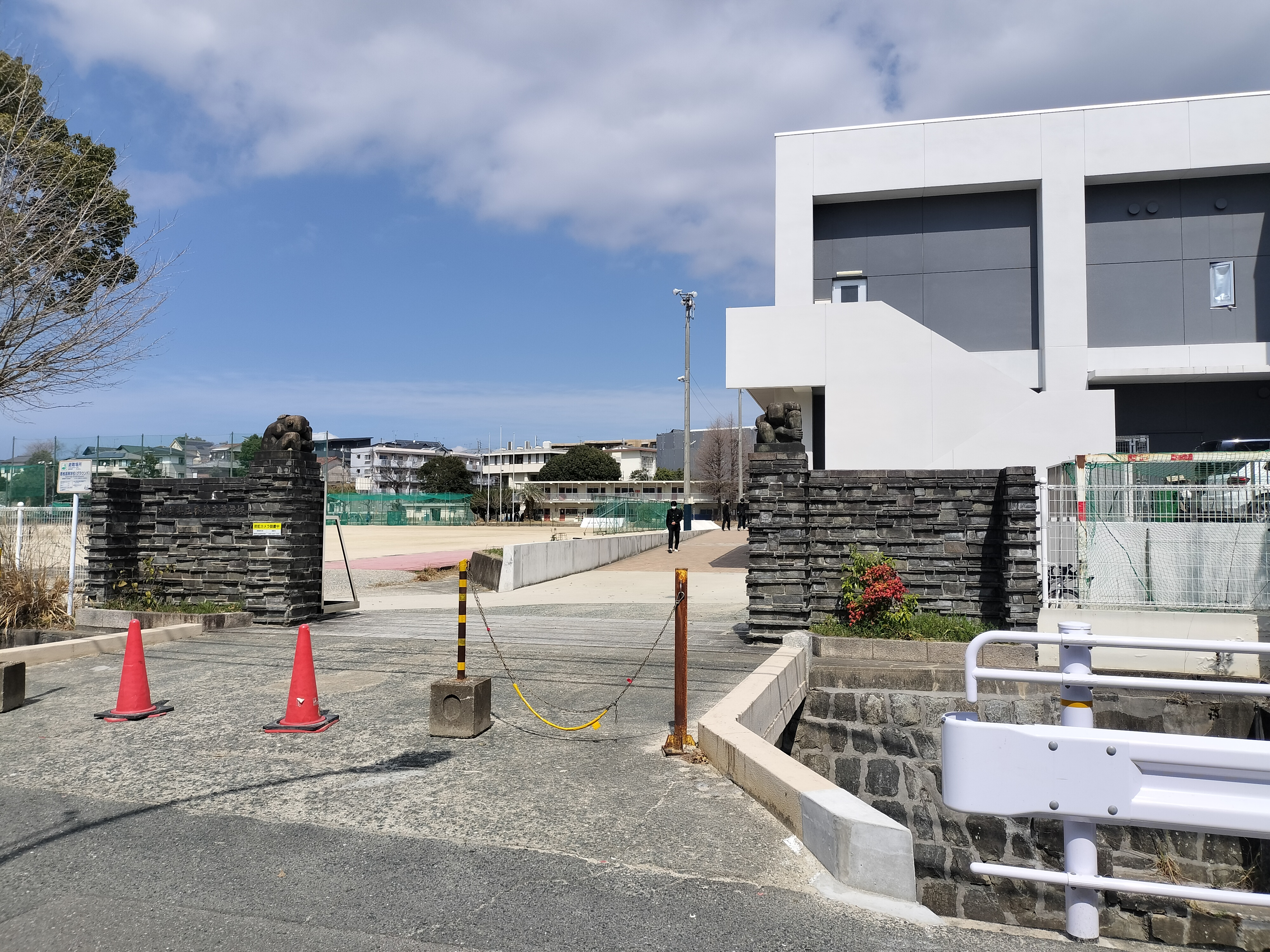
西門（別角度撮影）
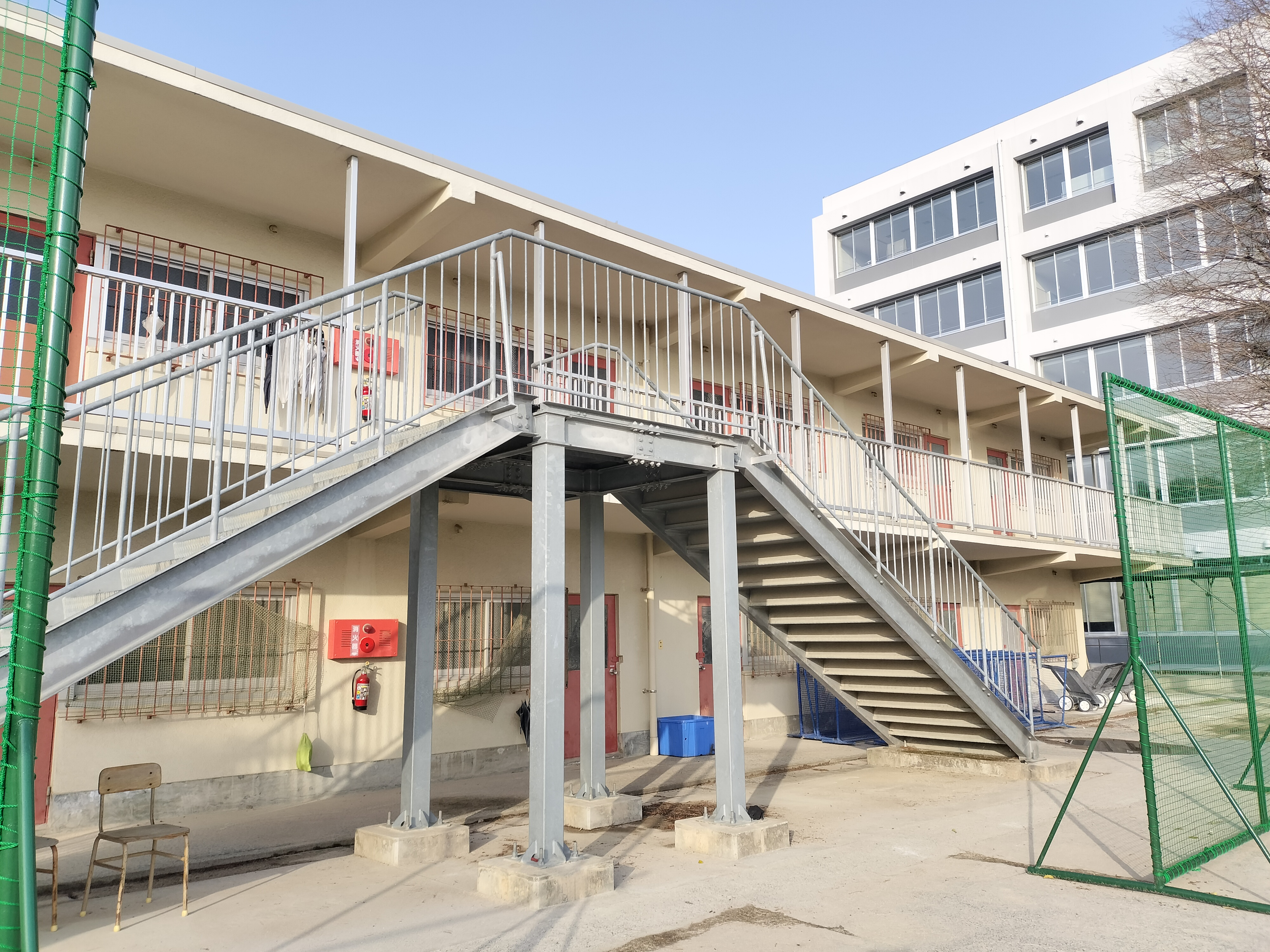
部室棟

旧校舎
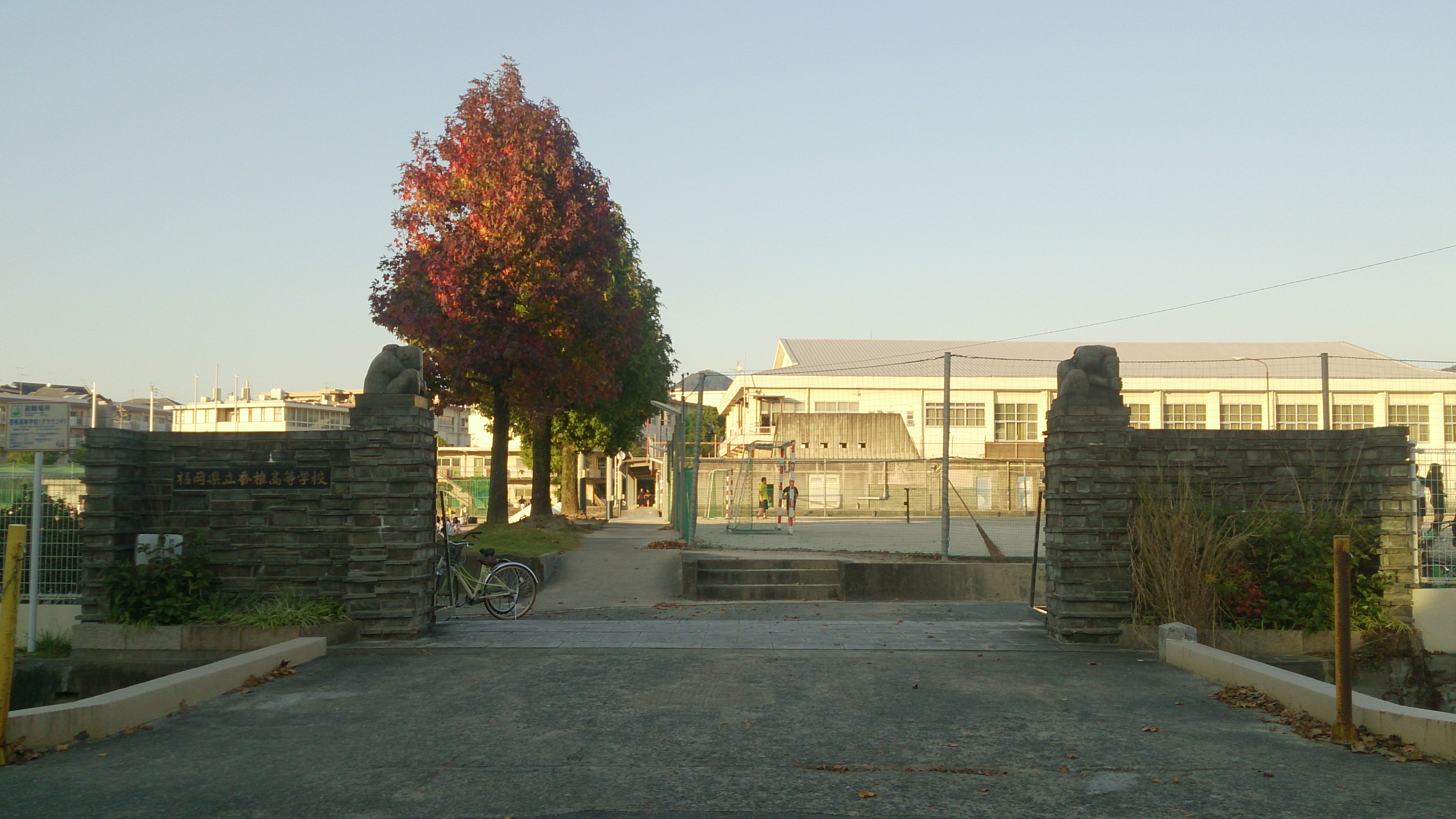
西門

## 旧制香椎女学校の歴史
（『香椎高校創立100周年記念誌』より引用）

## 著名な出身者
- 業田良家（漫画家）
- 南里征典（小説家）
- 財津和夫（ミュージシャン チューリップ）
- 吉田彰（元ミュージシャン、元チューリップ）
- 岡部洋三（プロゴルファー）
- 藤田寛之（プロゴルファー）
- 中庭健介（フィギュアスケート選手）
- 田畠裕基（漫画家）
- 中村圭介（サッカー指導者）
- 財部亮治（シンガーソングライター）
- 石川将也（プロレスラー)
- シャンソン姉さん（芸人）

## 交通アクセス
最寄りの鉄道駅
- JR九州 鹿児島本線・香椎線「香椎駅」からエキマチマルシェをとおって跨線橋をわたり総合時間：徒歩7分
- 西鉄貝塚線 「西鉄香椎駅」より徒歩12分

最寄りのバス停
- 西鉄バス 「西鉄香椎」バス停・「香椎参道」バス停

最寄りの道路
- 国道3号博多バイパス